# Calverthalvön

Calverthalvön, Maryland

Calverthalvön (engelska: Calvert Peninsula) är en del av regionen Western Shore i den amerikanska delstaten Maryland. Halvön sträcker sig omkring 40 kilometer i Chesapeake Bay där den huvudsakliga havsviken bildar dess östra gräns och Patuxent River dess västra. Den omfattar en total yta om omkring 910 km² och sammanfaller i huvudsak med Calvert County.
Strax söder om Calverthalvön ligger den större St Maryshalvön som gränsar till floderna Patuxent och Potomac. Namnet har halvön fått efter den familj som var Marylands kolonialherrar.